# Acétate de 3,5,5-triméthylhexyle
L'acétate de 3,5,5-triméthylhexyle est un ester de l'acide acétique et de formule semi-développée CH3–COO–(CH2)2–CH(CH3)–CH2–C(CH3)3 utilisé comme arôme dans l'industrie alimentaire et la parfumerie. Il possède une odeur de bois et de fruit mais il n'est pas un arôme naturel.

## Production et synthèse
Cet additif est produit à partir du diisobutène qui est converti par hydroformylation, suivie d'une hydrogénation pour former l'alcool correspondant et finalement forme l'ester par acétalisation.